# Majin Tantei Nōgami Neuro
Нейро Ногамі: детектив з Пекла (яп. 魔 人 探偵 脳 噛 ネウロ, Мадзіні тантей але: гами неуро) — детективна манґа Юсея Мацуї, опублікована в журналі Shonen Jump, і аніме режисера Кодзіна Хіросі.

## Сюжет
Нейро Ногамі — демон, який харчується загадками. Поглинувши їх усі в своєму світі, в Пеклі, він відправляється на Землю, щоб відшукати там найбільш захоплюючу і «смачну» загадку. Він знаходить дівчинку на ім'я Яко Кацурагі, у якої загинув батько. Поліція стверджувала, що це було самогубство, хоча Яко була абсолютно впевнена, що це не так. Нейро пропонує дівчинці угоду: якщо та буде допомагати йому знаходити і розплутувати загадки, то він допоможе розкрити вбивство її батька. Разом вони організовують детективне агентство.
Яко задається питанням, чому Нейро вибрав саме її як помічника і довірену особу, адже саме їй дістається вся слава. Демонові ж потрібні лише загадки, щоб вгамовувати свій голод, так як в потойбічному світі розкрита загадка вивільняється з її власника у вигляді величезної кількості негативної енергії, якою Нейро і харчується.

## Список персонажів

### Детективне агентство
Нейро Ноґамі (яп. 脳 噛 ネウロ, Ногами Нейр) — загадковий демон з пекла. Прибув на землю, щоб знайти «Ідеальну загадку», яка зуміє його наситити. Для цього він і відкрив детективне агентство і вибрав собі в помічники Яко. Хоча фактично він і розслідує всі злочини, на людях представляється як асистент детектива. За характером досить грубий і зарозумілий, часто знущається над своїми «рабами» — Яко й року, причому його «жарти» бувають досить садистськими. Коли загадка майже розгадана, любить говорити: «Розгадка вже у мене на язиці». Люди його цікавлять лише як джерела загадок, хоча пізніше він зізнається, що під їх впливом сам перетворюється на людину. Ім'я «Нейро» — відсилання до слова «neuro».
- Сейю: Такехіто Коясу

Яко Кацурагі (яп. 桂 木 弥 子, Кацурагі Яко) — шістнадцятирічна школярка, помічниця Нейро і його «раб номер 1». Її батька-архітектора знайшли жорстоко вбитим у закритій кімнаті, а мати, вільна письменниця, виїхала за кордон. Залишившись одна і відмовившись повірити у самогубство батька, вона одного разу почула за спиною голос: «Так ти хочеш розгадати загадку?». Так вона і познайомилася з Нейро. Нейро представляє як детектива саме її, на людях називає її «Сенсей», хоча часто знущається над нею. Проте, всі тортури Нейро вона сприймає досить спокійно, поважає його і переживає, коли він поранений. Незважаючи на тендітну статуру, Яко володіє абсолютно не контрольованим апетитом (поодинці вона може розорити цілий ресторан), за що її і прозвали «детективом-ласуном».
- Сейю: Кана Уеда

Синобу Годай (яп. 吾 代 忍, Годай Синобу) — «раб номер 2», також працює в агентстві. До цього був членом кримінальної банди. На відміну від Яко він не виносить Нейро, досить агресивно реагує на його знущання і загрожує його вбити. Але незважаючи на такий бурхливий характер, його нерідко можна побачити за переглядом серіалів.
- Сейю: Хіроюкі Есино

Акане (яп. あかね ちゃん, Акане) — жива пасмо волосся, що належить убитої дівчини. Вона була знайдена Яко під шпалерами в стіні контори. Акане працює секретарем, орудуючи волоссям як рукою. Може ненадовго залишати контору разом з Яко за допомогою одного з 777 пекельних прийомів Нейро.

### Поліцейське відділення
Ейсі Сасадзука (яп. 笹 冢 卫士, Сасадзука Ейсі) — трохи похмурий поліцейський, раніше розслідував вбивство батька Яко, проте ні до яких висновків не прийшов. Був дуже перспективний в молодості, але коли втратив всю сім'ю, вирішив залишитися простим підлеглим. Раніше зв'язувався з злочинним світом. Має вражаючу влучністю — в справі з таємничим детонатором з першого разу потрапив в малесенький таймер на бомбі. Не схвалює втручання Нейро і Яко у справи поліції, проте часто їм допомагає.
- Сейю: Кодзі Юса

Дзюн Ісігакі (яп. 石 垣 笋, Ісігакі Дзюн) — молодий напарник Сасадзукі. За характером легковажний і безтурботний, обожнює колекціонувати фігурки, отаку. Вважає Сасадзуку своїм кумиром, чим немало його дратує. Один раз здав звіт у вигляді манги і поверхнево захоплюється різними видами мистецтва.
- Сейю: Косуке Торіумі

Юя Хігуті (яп. 篚 口 结 也, Хігуті Юя) — інший молодий співробітник. Дуже розумний і далекоглядний, практично завжди ходить в окулярах. Геніальний хакер, свій перший злом здійснив у 11 років з метою позбавити батьків від ігрової залежності. Юя написав програму, яка стирає дані інтернет-ігор. Запустив вірус на уроці інформатики, а прийшовши додому після школи, виявив вже мертвих батьків і передсмертне повідомлення на комп'ютері. Брав участь у справі з «електро-опіумом». Сам потрапив під дію цієї програми. Для ХАЛ-а розробляв систему захисту Сфінкса. Гіпноз зняла Яко, зауваживши, що Хігуті відчуває провину від смерті батьків. Раніше жартома зламав сайт поліцейських і перейменував в назву одного відомого ресторану, коли знайшли, відправили під початок Усуї.
- Сейю: Нодзому Сасакі

### Лиходії
Кайто Сай (яп. サイ, Кайто Сай) -, або Шаблон:НІхонґо таємничий маніяк-вбивця, здатний змінювати своє облич. Зазвичай виглядає як хлопчик з білим волоссям. Вбиваючи свою жертву, засовує її в скляний ящик. Переслідує мету вивчити людей і самого себе. Саме він убив батька Яко. В аніме Ікс — син по-звірячому вбитої дівчини Селени, помилково звинуваченого в чаклунстві. За його словами кожні півроку втрачає пам'ять, а в манзі його «батько» Сікс створив клону. Спочатку був жіночої статі. Ненавидить і одночасно захоплюється Нейро, бажає вивчити його зсередини. Двічі переможений Нейро. В аніме його нелюдська сила пояснюється тим, що його мати відьма, проте це повністю не доведено.
- Сейю: Ромі Паку

Професор Харукава (яп. 春川 英 辅, Харукава) — віртуальна сутність, створена професором Харукавой за своїм образом і подобою. Метою професора Харукави було створення у віртуальному світі точної копії улюбленої їм дівчини. Він створив Хала як помічника, але той швидко зрозумів, що бажання професора нездійсненно і вбив творця, позбавивши від мук розпачу. ХАЛ створив «електро-опіум» — програму, яка пробуджувала в людях їх злочинні нахили. Вважав Нейро гідним противником, але недооцінював Яко, що, у підсумку, його і згубило. У манзі «побічний продукт» дослідження розуму Сікс з метою створення клону. Якимсь вірусом заразив дівчину Сецуну, яка і була коханою професора Харукави.
- Сейю: Масане Цукаяма

## Аніме

### Музика
Опенінґи:
- «Dirty» — Nightmare

Ендінґи:
- «孤独のヒカリ» — Seira Kagami